# Státní znak Čínské lidové republiky
Státní znak Číny patří ke znakům vytvořeným podle vzoru znaku Sovětského Svazu. Zobrazuje na červeném kruhu zlatou bránu do Zakázaného města – Tchien-an-men (Brána Nebeského klidu) pod pěti zlatými hvězdami přejatými ze státní vlajky. Kruh je ohraničen věncem pšeničných a rýžových klasů, v místech, kde se překrývají, je položeno zlaté ozubené kolo a červená opona.
Ozubené kolo představuje dělnictvo, klasy rolnictvo. Interpretace hvězd je stejné jako u státní vlajky, velká hvězda představuje společný program a jednotu lidu vedených komunistickou stranou, malé hvězdy reprezentují dělníky, rolníky, vlastenecké kapitalisty a drobnou buržoazii.